# 克雷姆纳预言

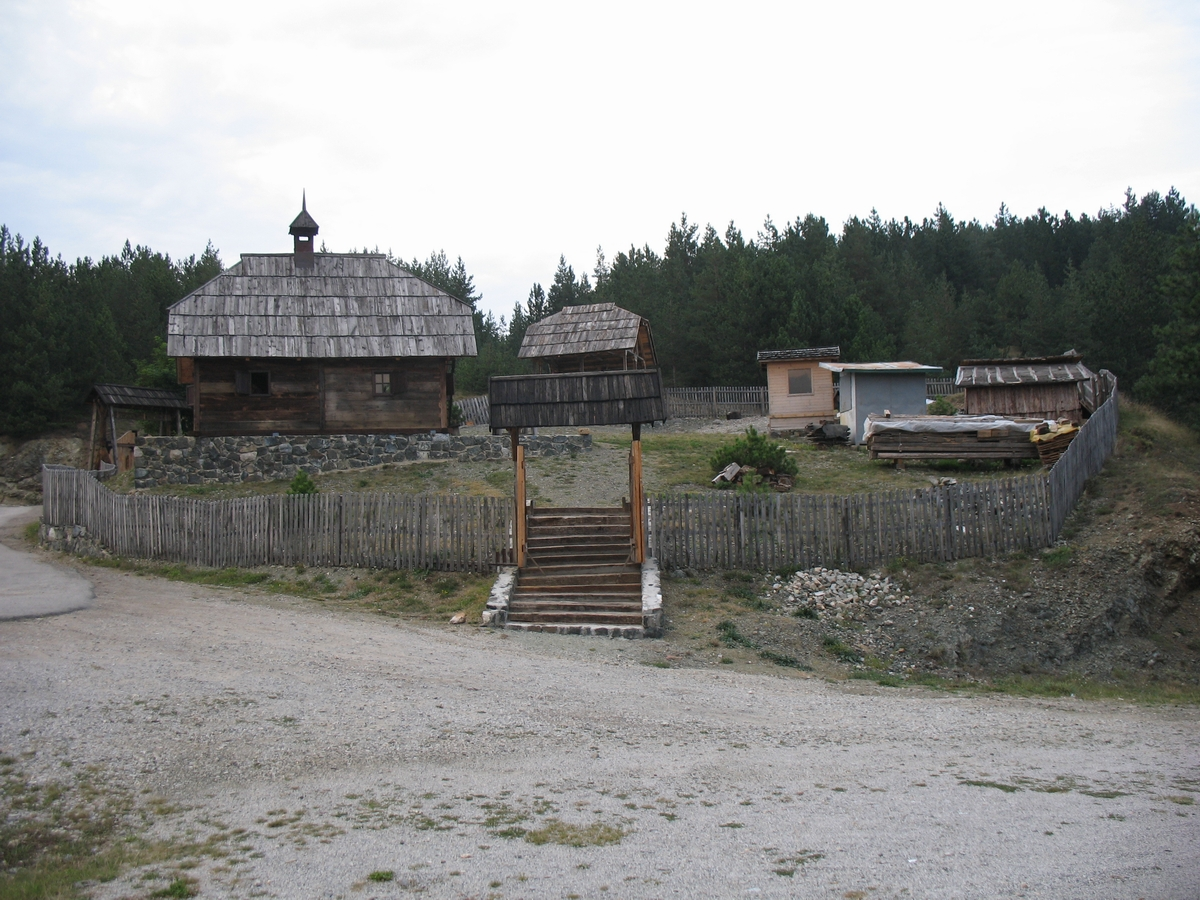
塞尔维亚乌日策附近，克雷姆纳的千里眼塔拉比奇纪念馆。

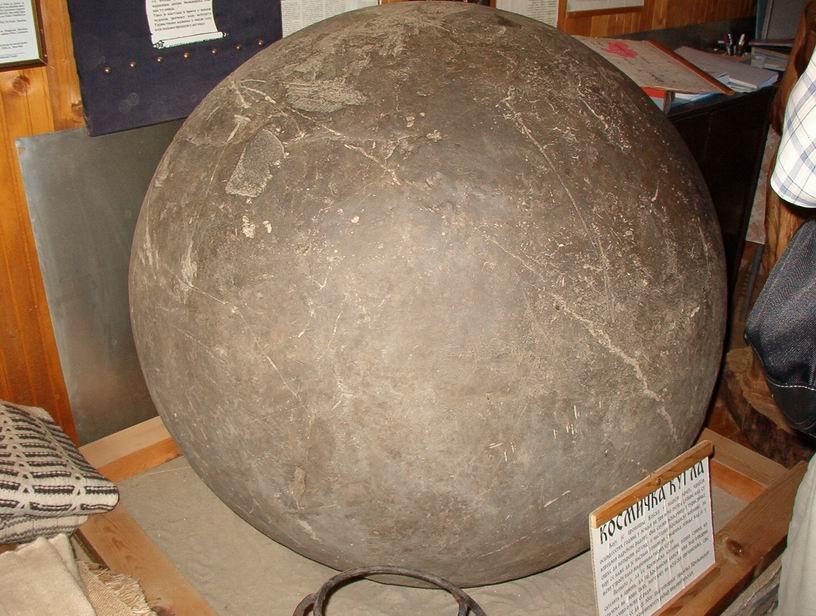
在地底发现的克雷姆纳圆球。

克雷姆纳预言（塞爾維亞語：Креманско пророчанство）是塞尔维亚塔拉比奇家族作出，据称预言的合集。当时一位文盲农民米洛什·塔拉比奇（Милош Тарабић）和他的侄子米塔尔·塔拉比奇（Митар Тарабић, 1829-1899）以能预测未来而闻名。克雷姆纳预言以塔拉比奇家族居住的，位于兹拉蒂波尔北部的村庄克雷姆纳命名。
两位塔拉比奇都在 1900 年之前去世。

## 有关预言的争论
近代的沃亚·安东尼奇（Воја Антонић）在《克雷姆纳伪预言：一场欺诈之研究》（Креманско непророчанство: студија једне обмане）一书中写了克雷姆纳预言。他指出《克雷姆纳预言》一书有12个版本，每个版本都不同，随着时间还会有变化。在他的研究期间，他造访了克雷姆纳村庄，并在那里得到了文盲侄子米塔尔·塔拉比奇的“原始手稿”。 安东尼奇因此坚信克雷姆纳预言并不是真正的预言，而是出于政治目的而经多年精心策划的阴谋及操控。
作出预言的最初目的是要证明塞尔维亚公国国君米兰一世和娜塔莉亚王后的离婚是正当的。因此， 切多·米亚托维奇（Чеда Мијатовић）和佩拉·托多罗维奇（Пера Тодоровић）发表了一系列关于“克雷姆纳先知”的文章，其中预言了这场婚姻破裂的不可避免性。 
据称，塔拉比奇家族的所谓预言被大祭司扎哈里亚·扎哈里奇（Захарије Захарић, 1836-1918）记录下来，被传给了拉多万·卡齐米罗维奇博士（Радован Казимировић），并发表在《塞尔维亚人民之中的神秘现象及克里曼预言》（Тајанствене појаве у српском народу и Креманско пророчанство）一书中。然而，研究表明传言出现于1902年，当年，佩拉·托多罗维奇在《小报纸》上发表了当时的外交部长切多·米贾托维奇的证词，当中讲述米兰一世国王在准备与娜塔莉亚王后离婚时如何从克雷曼召集先知。

## 查看更多
- 占卜